# Сергій Котов (корабель)
«Сергій Котов» (рос. Сергей Котов) — четвертий корвет серії патрульних кораблів проєкту 22160 класу «Василь Биков». Носій крилатих ракет «Калібр». Названий на честь радянського контрадмірала Сергія Котова. 5 березня 2024 потоплений поблизу Керченської протоки під час операції спецпідрозділу ГУР МО Group 13 із ВМС України. За даними ГУР приблизно коштував $65 млн.

## Історія

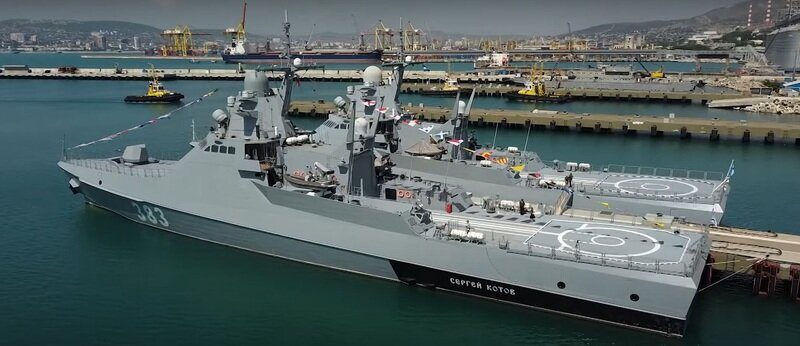
«Сергій Котов» 2022 року

29 жовтня 2021 року корабель вийшов у Чорне море для проведення заводських ходових випробувань. Корабель планували передати ВМФ РФ наприкінці 2021 року. Зрештою прийнятий на озброєння 16 травня 2022 року.
30 липня 2022 року відбулися підйом прапора та прийняття до бойового складу Чорноморського флоту ВМФ Росії.
1 серпня 2023 року було підбито корабель проєкту 22160 «Сергій Котов» за 340 км від Севастополя.
14 вересня 2023 року, за повідомленням МО РФ, ЗСУ атакували корабель п'ятьма морськими безекіпажними катерами.

## Потоплення
5 березня 2024 року Військова розвідка України заявила, що представники спецпідрозділу «Group 13» за допомогою морських безпілотників MAGURA V5, як близько 00:50 уразили російський патрульний корабель «Сергій Котов» у тимчасово окупованому Криму, неподалік Керченської протоки. На представленому відео було показане ураження трьома дронами, хоча в оприлюдненому повідомлені зазначається, що їх було п'ять. Разом з кораблем було знищено й гелікоптер Ка-29, універсальна корабельна артустановка калібру 76,2 мм АК-176 630, що перебували на борту.
За повідомленням ГУР, внаслідок ураження патрульного корабля «Сергій Котов», було ліквідовано 7 окупантів, що перебували на борту судна, 6 членів екіпажу дістали поранення, а 52 окупантів вдалося евакуювати зі знищеного судна.
За даними Інституту вивчення війни, було зроблено спробу відбуксувати судно в порт, однак через значні ушкодження це не вдалося, і судно затонуло за п'ять кілометрів від узбережжя мису Такіль.